# Abetimus
Abetimus (tên thương mại Riquent) là một chất ức chế miễn dịch. Nó là một sinh học tổng hợp được gọi là tologen. Nó được tạo thành từ bốn oligodeoxyribonucleotide hai sợi được gắn vào một nền tảng chất mang và được thiết kế để chặn các kháng thể DNA sợi đôi chống tế bào B cụ thể. Nó cũng có thể phức tạp các kháng thể chống DSDNA với nhau, do đó vô hiệu hóa chúng. Cách này abetimus được cho là giúp điều trị bệnh lupus ban đỏ hệ thống và đặc biệt là viêm thận lupus.
Nó được phát triển bởi La Jolla Pharmaceutical, người đã xin cấp phép tiếp thị vào giữa những năm 2000, nhưng thuốc không bao giờ được bán trên thị trường ở Mỹ hoặc Châu Âu.